# Salamandra (hudební skupina)
Salamandra je česká melodic-speed metalová skupina z Ostravy.
1. album Twilight of Legends vyšlo kapele nedlouho po jejím zformování v roce 1999. Album obsahovalo především speed metalové skladby s prvky gothic metalu. Další dvě desky jsou koncipovány do období středověku a Velké Moravy. Všechna alba byla recenzována především v časopisech Spark a Rock Shock, které se zabývají rockovou a metalovou hudbou.
5. album Time to Change vyšlo v červenci roku 2010. Poprvé bylo představeno na festivalu Masters of Rock ve Vizovicích, kde ho pokřtila švédská skupina Sabaton.
6. album Imperatus bylo pokřtěno 12. července 2014, opět ve Vizovicích na festivalu Masters of Rock, kde bylo pokřtěno frontmanem skupiny Freedom Call – Chrisem Bayem. Na CD vystupuje velká řada hostů, hlavním z nich je právě Chris Bay. Dále je možno slyšet také bývalé zpěváky Salamandry a řadu dalších hostů.

## Sestava
- Tomáš Hradil– zpěv
- Pavel Slíva – kytara
- Václav Moch – kytara
- Hanka Šlachtová – klávesy, zpěv
- Patrik Hrnčíř – basová kytara
- Jiří Gadula – bicí

### Galerie

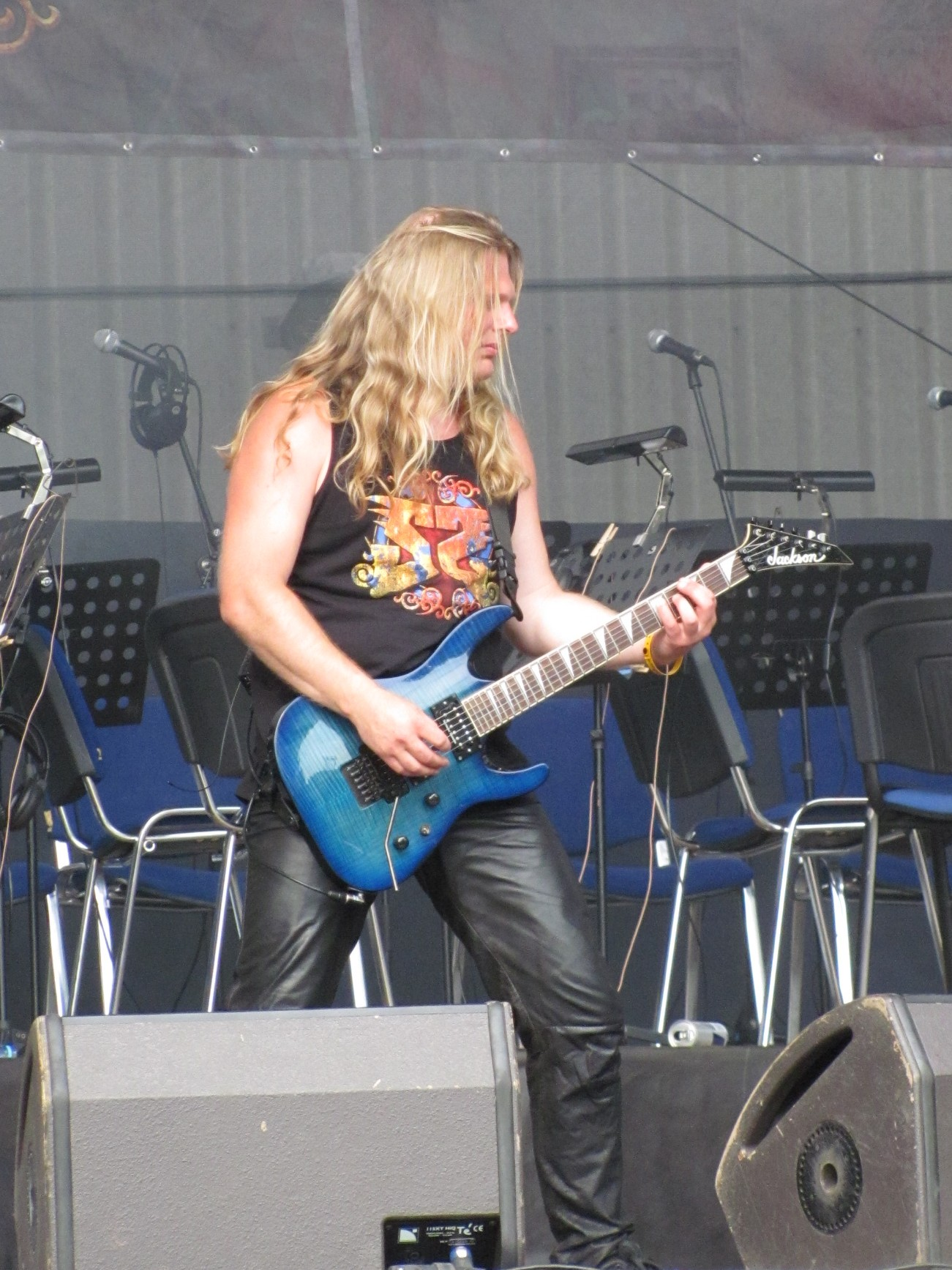
Pavel Slíva
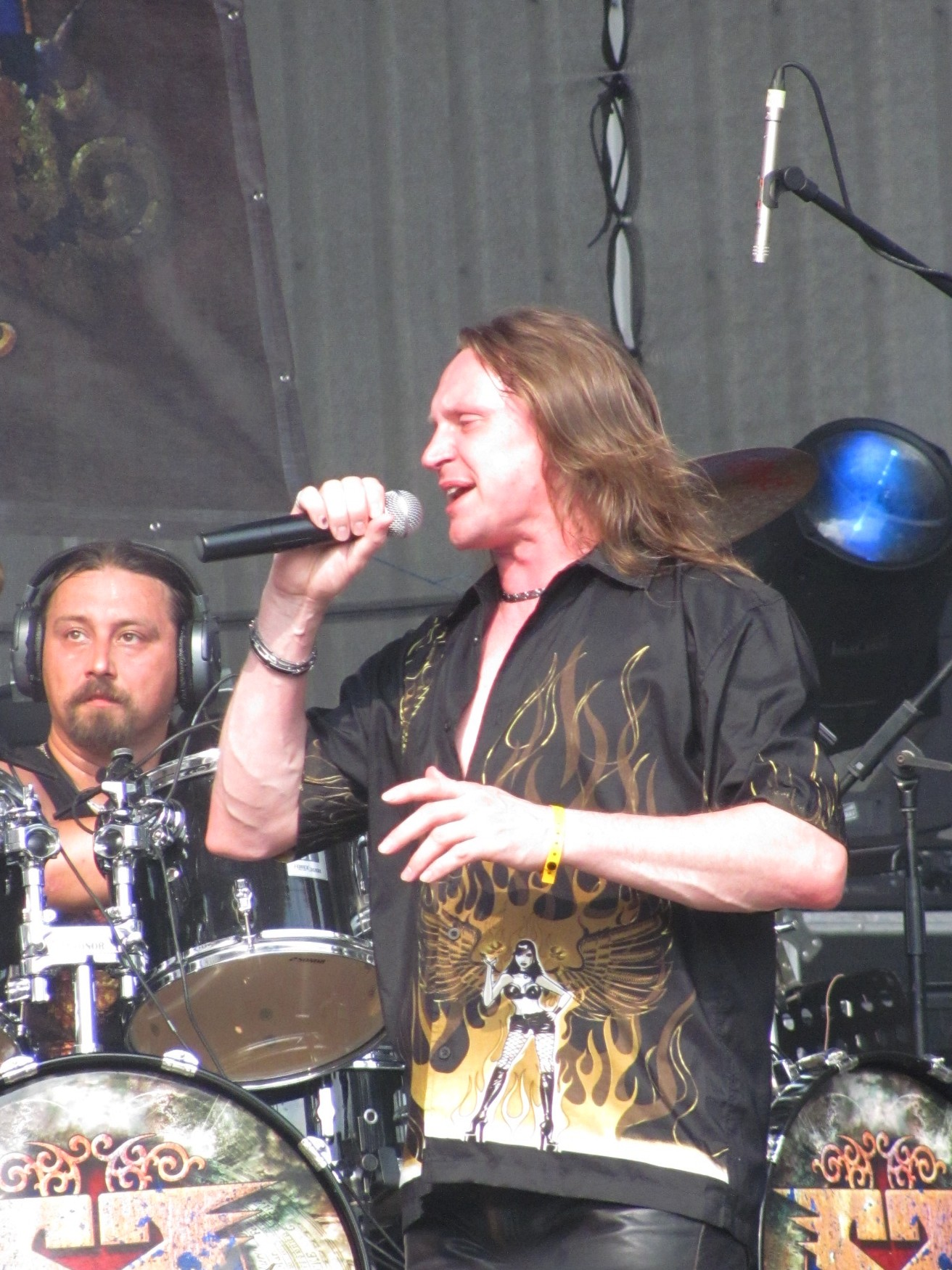
Bývalý člen-Ivan Borovský
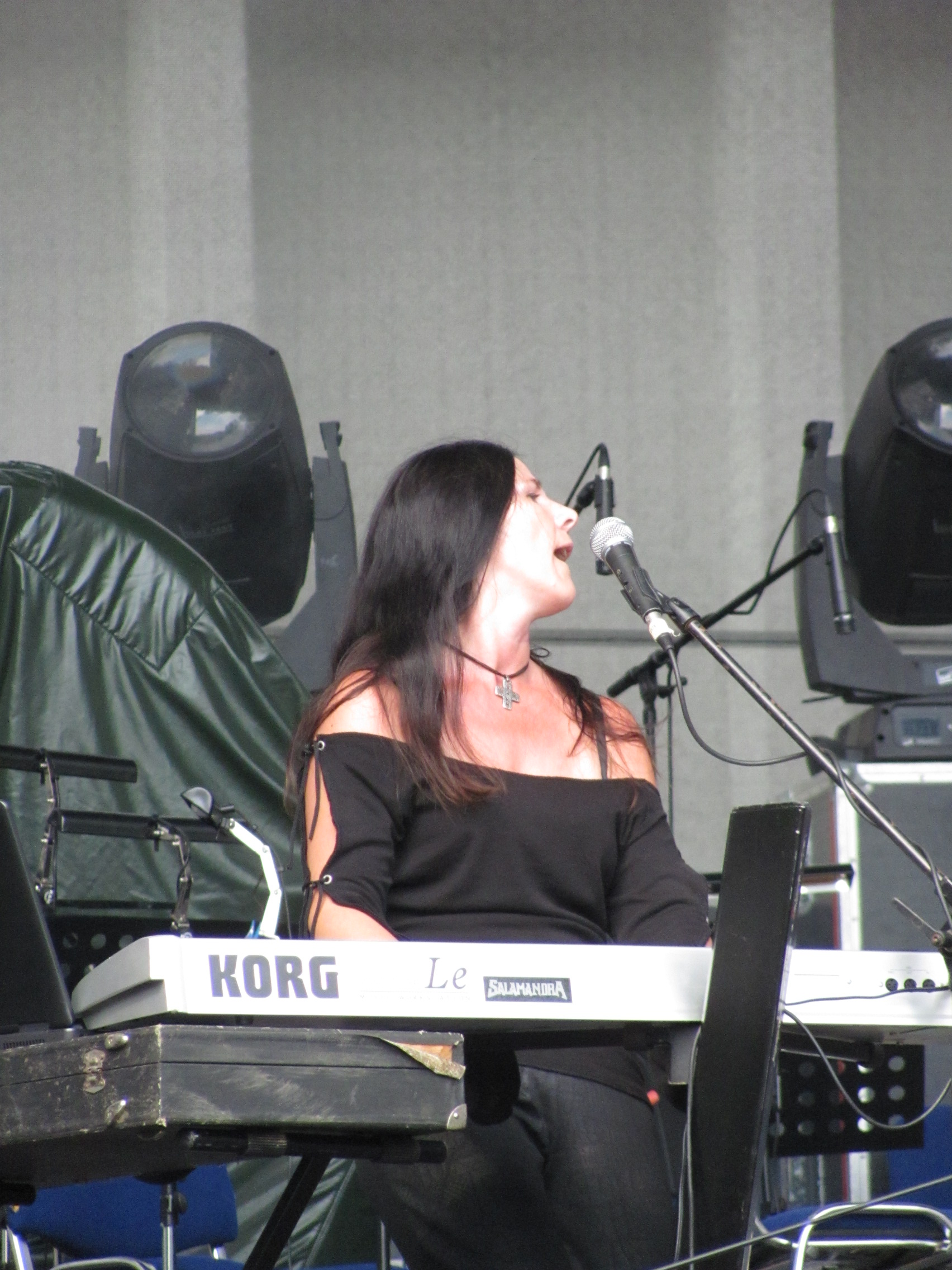
Hana Šlachtová

## Diskografie
- Opus Bohemica – 2022
- Imperatus – 2014
- Time to Change – 2010
- Faces of Chimera – 2007
- Great Moravian Elegies – 2004
- Skarremar – 2000
- Twilight of Legends – 1999